# Cristoforo Colombo (miniserie televisiva)
Cristoforo Colombo è uno sceneggiato televisivo prodotto dalla Rai e andato in onda in quattro puntate nel marzo del 1985, per la direzione di Alberto Lattuada.

## Descrizione
Tratto da Cristoforo Colombo di Massimo Grillandi, Cristoforo Colombo: diario di bordo di Alberto Lattuada e Brizio Montinaro e Cristoforo Colombo nella Genova del suo tempo di autori vari, è uno sceneggiato kolossal realizzato mediante una co-produzione internazionale. In esso vengono narrate le vicende relative al navigatore e cartografo genovese prima, durante e dopo la sua celebre spedizione alla scoperta di una nuova via navigabile per le Indie. Si racconta degli indizi che Colombo trovò in gioventù durante le sue navigazioni per mare e che gli suggerirono che fosse possibile traversare l'oceano Atlantico, e delle carte geografiche di cui si servì per determinare rotta e distanze durante il viaggio dell'ottobre del 1492.
Si narra poi della vita personale, delle donne e degli uomini che incontrò, degli amori e dei figli, dei contrasti, spesso anche duri e prolungati, coi regnanti di Spagna e Portogallo, e in particolar modo con la regina Isabella, nel tentativo di trovare i finanziamenti necessari per allestire la spedizione. Il regista non manca di evidenziare il carattere forte di Colombo e le inimicizie che si guadagnò tra i potenti de tempo, compresi alcuni vertici della Chiesa cattolica spagnola. C'è però da evidenziare una certa analogia con la retorica storica, presentando Colombo come un personaggio assolutamente positivo. Uno degli antagonisti che assume il ruolo del "nemico" è Martín Alonso Pinzón, il capitano della Pinta, senza tenere in considerazione la diversa luce nella quale alcuni studiosi come Paolo Emilio Taviani lo hanno descritto.
Colombo compie in seguito altri viaggi nel Nuovo Mondo, ben più organizzati e dispendiosi del primo. La situazione di conflitto tra Spagna e Portogallo per il controllo dell'Europa si era infatti appianata grazie alle grandiosa impresa del navigatore genovese, e un compromesso aveva reso possibile definire chi avrebbe rivendicato come propria ogni eventuale nuova terra scoperta. Anche grazie a questi accordi, le flotte armate dai due Stati europei saranno sempre più consistenti e permetteranno di portare nelle Americhe non più solo semplici marinai e navigatori, ma intere guarnigioni di soldati, carpentieri, agricoltori, cavalli e animali da traino. Con loro si unirono anche i giovani rampolli dell'aristocrazia spagnola ('hidalgos'), in cerca di fortuna e gloria.
Il trionfo con cui fu accolto di ritorno a Palos dopo la scoperta di nuove isole al di là dell'oceano, fa tuttavia da contraltare al triste epilogo cui giunge la storia. Il navigatore genovese fu infatti incapace di gestire, in qualità di viceré della Nuova Spagna, le terre scoperte oltre oceano. Grande personalità in mare, quando si trattò di organizzare e soprattutto controllare le smanie arriviste di quanti si unirono a lui nelle successive spedizioni nel nuovo mondo, si rivelò un disastro. Complice l'errata decisione, per meglio gestire i propri affari alla corte di Spagna, di affidare il controllo delle isole scoperte al fratello, Bartolomeo, che fu incapace di sostenere degnamente l'incarico, Colombo vide inesorabilmente sgretolare il proprio consenso agli occhi dei regnanti.
Una triste annotazione va fatta in merito alla situazione drammatica in cui versavano le popolazioni indigene. Malattie importate dagli europei e imposizione dei lavori forzati per cercare le pepite d'oro nei corsi d'acqua delle prime isole scoperte, avevano debilitato gran parte della popolazione, tanto che le uniche attività "a prosperare" erano l'ospedale da campo e il cimitero. Le violenze sulle donne e i saccheggi dei soldati spagnoli nei loro villaggi non conoscevano sosta. Uno dei religiosi, che si era unito alle spedizioni, arriva a denunciare in presenza di Colombo che probabilmente ci furono non meno di 100.000 morti fra gli Indios, in séguito a violenze e malattie. Colombo resta profondamente turbato, e decide che, per salvare la vita a quante più anime possibili, sia necessario imbarcare uomini e donne e condurli in schiavitù in Spagna. Così facendo avranno paradossalmente più speranze di sopravvivere.
A causa di maldicenze di alcuni in Europa, rivolte oltremare degli indiani d'America - ferocemente represse nel sangue da parte dei primi "conquistadores" - e uccisioni sommarie di alcuni degli aristocratici che rifiutavano di sottomettersi ai comandi del navigatore genovese, Colombo venne addirittura rinchiuso in carcere e riportato infine in Spagna come un vile traditore del Paese. Tutto questo fu patito dal protagonista nell'inconsapevolezza di avere in realtà scoperto un nuovo continente e non una via alternativa alle Indie.
Il finale dello sceneggiato rivela un riscatto per il protagonista ormai anziano e prossimo alla morte, anche se in una forma inconsueta: sarà infatti il figlio Diego, entrato ormai da tempo nelle grazie dei regnanti di Spagna grazie alla notorietà del celebre padre, a riprendere la via del mare per tornare nelle terre scoperte anni prima, e ridare lustro al nome della casata dei Colombo.

## Il cast
A parte il protagonista Gabriel Byrne (Cristoforo Colombo), in Italia semi-sconosciuto all'epoca della messa in onda, il resto degli interpreti principali è di notevole caratura e vanta personaggi americani e non, celebri per pellicole precedenti: basti ricordare Oliver Reed, Faye Dunaway, Max von Sydow, Eli Wallach e gli italiani Rossano Brazzi, Raf Vallone, Massimo Girotti e Virna Lisi. Ovviamente il forte richiamo era costituito dai co-protagonisti americani, che avrebbero dovuto dar lustro alla produzione, già di per sé di notevole entità per mezzi e impegno.

## Produzione
Le riprese furono effettuate in massima parte nei luoghi più prossimi a quelli originali per una migliore resa stilistica e di ambientazione. Repubblica Dominicana, Malta e Spagna furono i luoghi dello sceneggiato.
Notevole dispendio di mezzi per la costruzione a grandezza naturale delle tre caravelle che formarono la flotta che partì da Palos alla volta delle Indie.

## Curiosità
Nello stesso periodo di messa in onda dello sceneggiato e per le settimane seguenti, furono messi in vendita presso i supermercati del gruppo Standa ed Euromercato una serie di libretti editi da ERI: 8 con la vicenda raccontata nello sceneggiato (con testi di Alessio Camusso, liberamente tratti dall'opera di Lattuada) ed immagini tratte dallo stesso; altri 4 di tipo più storico con i dettagli dell'epoca di Colombo, le conoscenze e gli strumenti di navigazione, i prodotti scoperti nel Nuovo Mondo.
La musica che si sente durante i titoli di coda dello sceneggiato è scritta, come tutte le altre, dal noto compositore Riz Ortolani ed è cantata dal tenore Plácido Domingo.